# Freckles (film, 1917)
Pour les articles homonymes, voir Freckles.
Pour plus de détails, voir Fiche technique et Distribution.
Freckles est un film américain réalisé par Marshall Neilan et sorti en 1917. Il s'agit d'une des adaptations du roman du même nom de Gene Stratton-Porter.

## Synopsis
Freckles, un petit orphelin manchot, n'a aucun souvenir de son père ni de sa mère. Cible des railleries des autres enfants, Freckles finit par s'enfuir et, après de nombreuses péripéties, rencontre John McLean, le patron d'un camp de bûcherons qui, admirant le courage du garçon, le nomme gardien de Limberlost, un précieux marais forestier. Là, Freckles rencontre Angel, qui passe l'été avec une naturaliste. Angel tombe amoureux de Freckles, mais il croit que ses sentiments pour lui ne sont que de la pitié. Alors qu'ils sont un jour dans le marais, un énorme arbre s'effondre, mettant en péril la vie d'Angel. Freckles se précipite et se sacrifie pour la sauver. Pensant qu'il est indigne de l'amour d'Angel, Freckles ne se soucie pas de vivre. Alors qu'il est proche de la mort, son grand-père anglais décède, laissant une partie de sa succession à son petit-fils.

## Fiche technique
- Réalisation : Marshall Neilan
- Scénario : Gene Stratton-Porter, Marion Fairfax
- Producteur : Jesse L. Lasky
- Photographie : Walter Stradling
- Production : Jesse L. Lasky Feature Play Company
- Genre : Drame[1]
- Distributeur : Paramount Pictures
- Durée : 50 minutes
- Date de sortie : 28 mai 1917

## Distribution
- Jack Pickford : Freckles
- Louise Huff : Angel
- Hobart Bosworth : John McLean
- Lillian Leighton : Bird Woman
- William Elmer : Black Jack
- Guy Oliver : Duncan